# Åbytravet
Åbytravet är en travbana i stadsdelen Åby i Mölndal, strax söder om Göteborg, Västra Götalands län. Banan är Sveriges näst största.

## Historia
Åbyfältets trav- och galoppbana öppnades för tävlingar den 28 juni 1936 och hade då en läktare för över 1 000 personer. Det fanns två stallbyggnader med plats för 52 stycken hästar. Premiären bevistades av över 12 000 besökare. En ny läktare uppfördes år 1943.
Fram till och med år 1976 var Åby en kombinerad trav- och galoppbana.
Åbytravet har två open stretch-spår, vilket innebär att de ekipage som ligger bakom ledaren på upploppet får utnyttja två innerspår innanför bangränsen. Det ökar deras chanser att ta sig förbi ledaren och ger därför en öppnare avslutning på loppet.
Åbytravet har en omfattande ungdomsverksamhet med många aktiva elever, både vuxna och barn.
2011 invigdes Åbys nya stallbacke, som är byggd under läktarplats, och 2012 anlades en ridbana i toppklass på innerplan. 

## Större lopp
Åbytravet har totalt cirka 100 000 årliga besökare under cirka 60 tävlingsdagar per år. De största loppen som arrangeras på Åbytravet är Paralympiatravet, Åby Stora Pris, Svenskt Mästerskap och de två så kallade Pokalloppen — Konung Gustaf V:s Pokal och Drottning Silvias Pokal. Från 2024 kommer även Åby World Grand Prix att köras vart fjärde år, och ersätter de åren Åby Stora Pris.

## Bilder

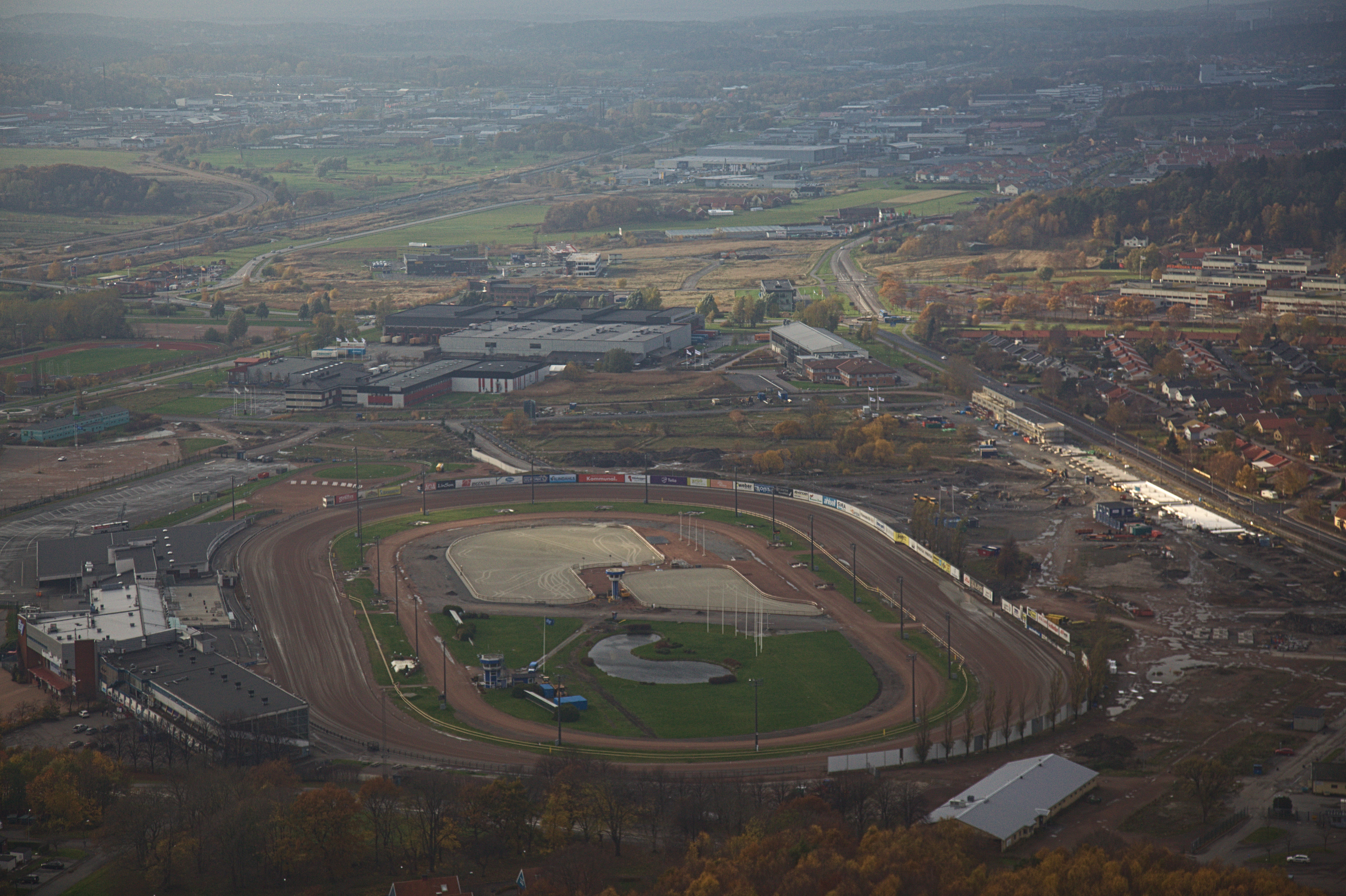
Helikopterbild över Åbytravet
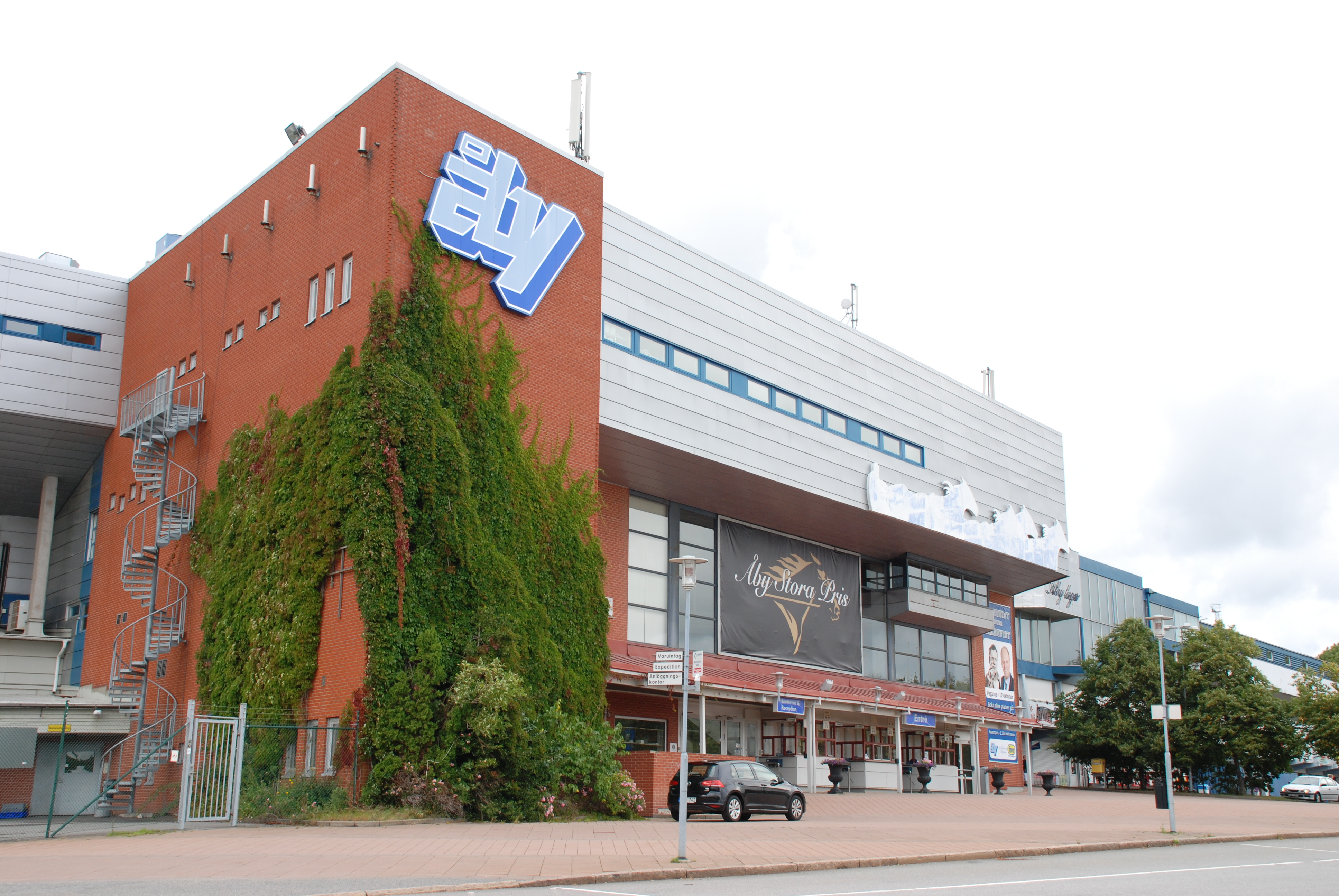
Åbytravets entré